# Чавес, Майкл
Майкл Чавес (англ. Michael Chaves, род. 8 ноября 1984, Лос-Анджелес) — американский кинорежиссёр

, сценарист и специалист по визуальным эффектам в кинематографе.

## Биография
Родился и вырос в южной Калифорнии, в Лос-Анджелесе. Согласно собственным высказываниям, уже в юности был поклонником жанра «хоррор» в кинематографе. Первоначально работал режиссёром при создании рекламных роликов и музыкальных клипов. Тогда же Майкл Чавес приобрёл опыт в создании спецэффектов на съёмках, что пригодилось ему позднее.
Начинал свой путь в кино со съёмок короткометражных фильмов и телесериалов. В 2016 году создал короткометражную картину «Девственница» (англ. The Maiden), завоевавшую на фестивале «Shriekfest» приз в категории «Лучший фильм ужасов» (англ. Best Super Short Horror Film). Спустя неделю после того, как «The Maiden» была им выложена в интернете, Майкл Чавес получил предложение стать режиссёром кинофильма «Проклятие плачущей» (англ. The Curse of La Llorona). После переговоров с кинокомпанией «New Line Cinema» он принял это предложение.
В конце января 2019 года вышел в свет созданный Майклом Чавесом для американской певицы Билли Айлиш музыкальный видеоклип Bury a Friend (Похоронить друга), а в марте того же года состоялась премьера хоррор-фильма «Проклятие плачущей». В октябре 2018 года стало известно, что он будет режиссировать следующей кинофильм франшизы «Заклятие»: «Заклятие 3: По воле дьявола» (англ. The Conjuring: The Devil Made Me Do It) также будет Майкл Чавес. Этот фильм вышел на экраны в 2021 году.

## Семья и увлечения
Майкл Чавес — отец двоих детей, родившихся в 2010-е годы. По собственному признанию, Чавес является горячим поклонником кинофильмов, снятых в 1990-е годы и в начале 2000-х годов.

## Фильмография
| Год  | Фильм                             | Режиссёр | Сценарист | Исполнительный продюсер | Монтажёр | Визуальные эффекты | Примечания             |
| ---- | --------------------------------- | -------- | --------- | ----------------------- | -------- | ------------------ | ---------------------- |
| 2009 | Худшее свидание в моей жизни      | Да       | Нет       | Нет                     | Да       | Да                 | короткометражный фильм |
| 2010 | Реген                             | Да       | Да        | Нет                     | Да       | Да                 | короткометражный фильм |
| 2010 | Гильдия                           | Нет      | Нет       | Нет                     | Нет      | Да                 | веб-сериал             |
| 2014 | Озеро резни                       | Нет      | Нет       | Нет                     | Нет      | Да                 | короткометражный фильм |
| 2014 | Обращайте внимание на каждый звук | Да       | Нет       | Нет                     | Нет      | Нет                | короткометражный фильм |
| 2015 | Чемпион погони                    | Да       | Да        | Нет                     | Нет      | Нет                | веб-сериал             |
| 2016 | Дева                              | Да       | Да        | Да                      | Нет      | Нет                | короткометражный фильм |
| 2019 | Проклятие плачущей                | Да       | Нет       | Нет                     | Нет      | Нет                | полнометражный фильм   |
| 2021 | Заклятие 3: По воле дьявола       | Да       | Нет       | Нет                     | Нет      | Нет                | полнометражный фильм   |
| 2023 | Проклятие монахини 2              | Да       | Нет       | Нет                     | Нет      | Нет                | полнометражный фильм   |

## Награды и номинации
| Год  | Премия                      | Категория                                      | Фильм                | Результат | Пр.   |
| ---- | --------------------------- | ---------------------------------------------- | -------------------- | --------- | ----- |
| 2016 | Shriekfest Awards           | Премия за лучший короткометражный фильм ужасов | Дева                 | Победа    | [ 1 ] |
| 2019 | Премия «Сатурн»             | Прорывной режиссёр (Legion M)                  | Проклятие плачущей   | Номинация |       |
| 2019 | SXSW                        | Хедлайнер                                      | Проклятие плачущей   | Номинация |       |
| 2024 | Golden Scythe Horror Awards | Лучший режиссёр                                | Проклятие монахини 2 | Ожидается |       |